# Сезон ФК «Карпати» (Львів) 2006—2007
| «Карпати» (Львів) у сезоні 2006/07 | «Карпати» (Львів) у сезоні 2006/07      |
| ---------------------------------- | --------------------------------------- |
| Ліга                               | Вища ліга                               |
| Місце в лізі                       | 8                                       |
| Раунд у Кубку                      | 1/16                                    |
| Головний тренер                    | Олександр Іщенко, Юрій Дячук-Ставицький |
| Президент                          | Петро Димінський                        |
| Стадіон                            | «Україна», Львів                        |
| Капітан                            | Андрій Тлумак, Микола Іщенко            |
| Найбільше матчів у лізі            | Василь Кобін — 28                       |
| Найкращий бомбардир у лізі         | Роша Батіста Вільям — 10                |

Сезон «Карпат» (Львів) 2006—2007 — 16-й сезон футбольного клубу «Карпати» (Львів) у футбольних змаганнях України. У чемпіонаті команда посіла 8-ме місце. У Кубку України клуб дійшов до 1/16 фіналу.

## Чемпіонат
| Місце | Клуб                       | «Карпати» — клуб | «Карпати» — клуб | І  | В  | Н  | П  | М     | О  |
| Місце | Клуб                       | удома            | у гостях         | І  | В  | Н  | П  | М     | О  |
| --- | -------------------------- | ---------------- | ---------------- | -- | -- | -- | -- | ----- | -- |
| | «Динамо» (Київ)            | 1:1              | 1:3              | 30 | 22 | 8  | 0  | 67-23 | 74 |
| | «Шахтар» (Донецьк)         | 0:0              | 1:4              | 30 | 19 | 6  | 5  | 57-20 | 63 |
| | «Металіст» (Харків)        | -:+              | 1:1              | 30 | 18 | 7  | 5  | 40-20 | 61 |
| 4 | «Дніпро» (Дніпропетровськ) | 0:1              | 2:2              | 30 | 11 | 14 | 5  | 32-24 | 47 |
| 5 | «Таврія» (Сімферополь)     | 0:2              | 1:0              | 30 | 12 | 6  | 12 | 32-30 | 42 |
| 6 | «Чорноморець» (Одеса)      | 0:1              | 0:1              | 30 | 11 | 8  | 11 | 36-33 | 41 |
| 7 | «Металург» (Запоріжжя)     | 0:0              | 2:1              | 30 | 10 | 10 | 10 | 25-32 | 40 |
| 8 | «Карпати» (Львів)          |                  |                  | 30 | 9  | 10 | 11 | 26-32 | 37 |
| 9 | «Металург» (Донецьк)       | 0:0              | 3:3              | 30 | 9  | 9  | 12 | 26-35 | 36 |
| 10 | «Кривбас» (Кривий Ріг)     | 1:1              | 0:3              | 30 | 7  | 14 | 9  | 29-36 | 35 |
| 11 | «Зоря» (Луганськ)          | 1:0              | 0:1              | 30 | 9  | 7  | 14 | 23-43 | 34 |
| 12 | ФК «Харків» (Харків)       | 1:0              | 0:0              | 30 | 8  | 9  | 13 | 26-38 | 33 |
| 13 | «Ворскла» (Полтава)        | 1:2              | 2:1              | 30 | 7  | 10 | 13 | 23-28 | 31 |
| 14 | «Арсенал» (Київ)           | 1:1              | 0:1              | 30 | 7  | 9  | 14 | 28-44 | 30 |
| 15 | «Іллічівець» (Маріуполь)   | 1:0              | 2:1              | 30 | 6  | 7  | 17 | 23-39 | 25 |
| 16 | «Сталь» (Алчевськ)         | 3:1              | 1:0              | 30 | 5  | 6  | 19 | 22-38 | 21 |
| «Карпати» не вийшли на гру з «Металістом» через хворобу 8 футболістів. ПФЛ вирішила перенести матч на пізніший термін. Однак КДК ФФУ це рішення скасував, АК ФФУ підтвердив рішення КДК. 12 квітня 2007 року Бюро ПФЛ вирішило зарахувати «Карпатам» технічну поразку −:+, а «Металісту» — перемогу +:−. |                            |                  |                  |    |    |    |    |       |    |

### Статистика гравців
У чемпіонаті за клуб виступали 29 гравців:
| Футболіст                       | Дата народження   | Країна   | Ігри     | Голи     |          |
| Воротарі                        | Воротарі          | Воротарі | Воротарі | Воротарі | Воротарі |
| ------------------------------- | ----------------- | -------- | -------- | -------- | -------- |
| Мартищук Юрій Васильович        | 22 квітня 1986    | Україна  | 1        | 1п       |          |
| Налепа Мацей Павел              | 31 березня 1978   | Польща   | 9        | 12п      |          |
| Тлумак Андрій Богданович        | 7 березня 1979    | Україна  | 20       | 19п      |          |
| Захисники                       |                   |          |          |          |          |
| Іщенко Микола Анатолійович      | 9 березня 1983    | Україна  | 24       | 1        |          |
| Лапко Микола Романович          | 11 жовтня 1976    | Україна  | 18       | 0        |          |
| Петрівський Тарас Степанович    | 3 лютого 1984     | Україна  | 13       | 1        |          |
| Пшеничних Сергій Миколайович    | 19 листопада 1981 | Україна  | 25       | 0        |          |
| Распопов Андрій Миколайович     | 25 червня 1978    | Україна  | 13       | 1        |          |
| Тимчишин Олег Миронович         | 8 липня 1977      | Україна  | 22       | 0        |          |
| Федорів Володимир Миколайович   | 29 липня 1985     | Україна  | 27       | 0        |          |
| Півзахисники                    |                   |          |          |          |          |
| Бобилєв Володимир Володимирович | 6 липня 1984      | Україна  | 2        | 0        |          |
| Годвін Самсон                   | 11 листопада 1983 | Нігерія  | 26       | 1        |          |
| Голодюк Олег Юрійович           | 2 січня 1988      | Україна  | 2        | 0        |          |
| Женюх Олег Васильович           | 22 березня 1987   | Україна  | 4        | 0        |          |
| Кобін Василь Васильович         | 24 травня 1985    | Україна  | 28       | 2        |          |
| Панас Вадим Володимирович       | 23 травня 1985    | Україна  | 1        | 0        |          |
| Сворак Ярослав Любомирович      | 7 лютого 1989     | Україна  | 4        | 0        |          |
| Ситник Олександр Борисович      | 2 січня 1985      | Україна  | 3        | 0        |          |
| Сучков Аляксєй Вячаслававіч     | 10 червня 1981    | Білорусь | 24       | 2        |          |
| Ткачук Андрій Миколайович       | 18 листопада 1987 | Україна  | 4        | 0        |          |
| Худоб'як Ігор Ярославович       | 20 лютого 1985    | Україна  | 22       | 1        |          |
| Шмаков Євгеній Вікторович       | 7 червня 1985     | Україна  | 21       | 0        |          |
| Нападники                       |                   |          |          |          |          |
| Ідахор Ісі Лаки                 | 30 серпня 1980    | Нігерія  | 10       | 0        |          |
| Роша Батіста Вільям             | 27 липня 1980     | Бразилія | 26       | 10       |          |
| Голбан Александру Георге        | 28 лютого 1979    | Молдова  | 1        | 0        |          |
| Ковєль Лєанід Лєанідавіч        | 29 липня 1986     | Білорусь | 13       | 6        |          |
| Мартинюк Ярослав Петрович       | 20 лютого 1989    | Україна  | 2        | 0        |          |
| Платон Руслан Сергійович        | 12 січня 1982     | Україна  | 14       | 0        |          |
| Фещук Максим Ігорович           | 25 листопада 1985 | Україна  | 19       | 0        |          |

## Кубок України
| Етап | Дата            | Господар          | Рахунок          | Гість             |
| ---- | --------------- | ----------------- | ---------------- | ----------------- |
| 1/32 | 11 серпня 2006  | «Княжа» (Щасливе) | 0:2              | «Карпати» (Львів) |
| 1/16 | 20 вересня 2006 | ФК «Львів»        | 1:1 дч, пен. 3:0 | «Карпати» (Львів) |